# Віндсбах
Віндсбах (нім. Windsbach) — місто в Німеччині, розташоване в землі Баварія. Підпорядковується адміністративному округу Середня Франконія. Входить до складу району Ансбах.
Площа — 68,17 км2. Населення становить 6151 ос. (станом на 31 грудня 2020).